# Henri Rang
Henri Rang (8 de junio de 1902-25 de diciembre de 1946) fue un oficial de caballería y jinete rumano que compitió en la modalidad de salto ecuestre.
Participó en los Juegos Olímpicos de Berlín 1936, obteniendo una medalla de plata en la prueba individual. Ostentaba el grado de teniente coronel cuando falleció en un accidente con su motocicleta en 1946.

## Palmarés internacional
| Juegos Olímpicos | Juegos Olímpicos  | Juegos Olímpicos | Juegos Olímpicos |
| Año              | Lugar             | Medalla          | Categoría        |
| ---------------- | ----------------- | ---------------- | ---------------- |
| 1936             | Berlín (Alemania) | Medalla de plata | Individual       |